# Cristina Carrasco Bengoa
Cristina Carrasco Bengoa és una economista xilena i catalana que ha investigat sobre el treball domèstic, el treball de les dones, l'economia feminista i els indicadors econòmics no androcèntrics. Les seues aportacions en forma d'articles i llibres a l'escola de l'economia feminista són considerades referents destacables. Fou reconeguda amb la Medalla President Macià l'any 2006. Fà de professora de teoria econòmica a la Universitat de Barcelona.
També és membre de l'Institut Interuniversitari de les Dones i el Gènere de les Universitats Catalanes i de la International Association for Feminist Economics (IAFFE). És una de les fundadores de les Jornadas de Economía Crítica de Valladolid i forma part del consell de redacció de la Revista de Economía Crítica.
Els seus temes d'investigació són el treball domèstic, el treball de les dones, l'economia feminista i els indicadors no androcèntrics, sobre els quals té diverses publicacions: El trabajo de cuidados: antecedentes históricos y debates actuales –juntament amb Cristina Borderías i Teresa Torns– (CIP-Ecosocial y La Catarata, 2011), Mujeres, sostenibilidad y deuda social (Revista de Educación, Ministerio de Educación y Ciencia, Madrid, 2009) i Tiempos y trabajos desde la experiencia femenina (Papeles de relaciones ecosociales y cambio global) (FUHEM, Madrid, 2009), entre d'altres. A la seva obra més recent, Con voz propia. La economía feminista como apuesta teórica y política (La Oveja Roja / Viento Sur, 2014), coordina un conjunt d'assaigs de diverses autores sobre com l'economia tradicional ignora aspectes del treball directament vinculats amb la feina de les dones.